# Marosszék

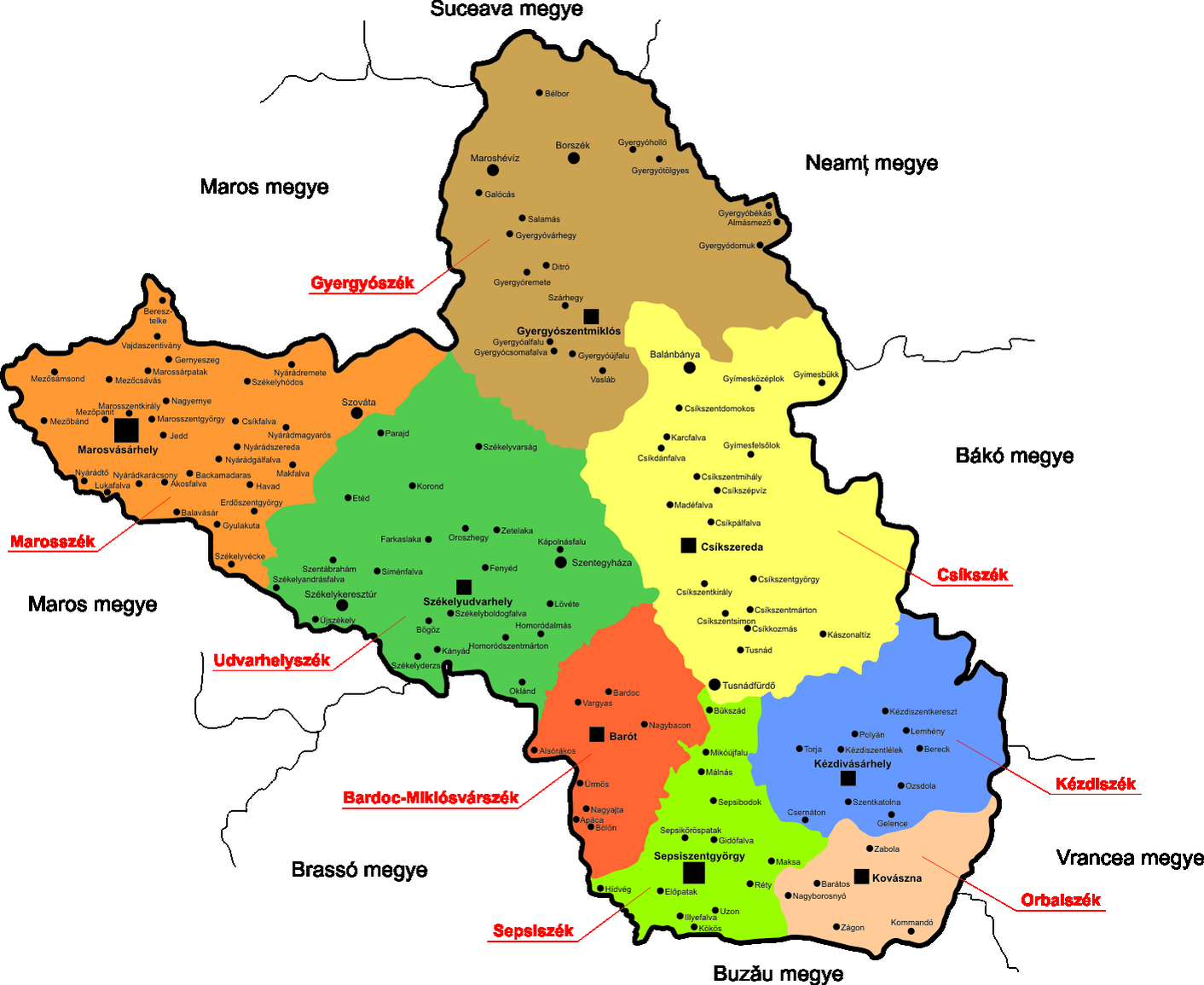
Marosszék (oranje) in het Szeklerland

De Marosszék is een historische etnografisch Hongaarse regio en voormalige zogenaamde stoel in het Szeklerland in Roemenië. Midden in het gebied ligt Targu Mures (Marosvásárhely in het Hongaars). Deze stad is sinds 2002 een in meerderheid Roemeense stad, maar de Hongaren vormen nog wel 45% van de bevolking.
De meeste plattelandsgemeenten zijn voor meer dan 90% Hongaarstalig, een uitzondering vormen de meer suburbane gemeenten rond de stad. Hier vormen de Roemenen circa 35 - 65 % van de bevolking.

## Bevolking
De bevolking van de streek bedroeg op basis van de volkstelling van 2011 in totaal 282.803 personen. Hiervan zijn er 151.626 personen (53,62%) Hongaars, 101.255 personen (35,8%) Roemeens, 17.092 personen (6,04%) Roma en 12.830 (4,54%) overigen.
- Stedelijke bevolking: 162.340 personen (57,4%)
- Plattelandsbevolking: 120.463 personen (42,6%)
- Mannelijk: 136.593 personen (48,3%)
- Vrouwelijk: 146.210 personen (51,7%)